# Lásságámmi-Stiftung
Stiftelsen Lásságámmi (norwegisch; nordsamisch Lásságámmi vuođđudus, finnisch Lásságámmi-säätiö, englisch Lásságámmi Foundation; deutsch „Stiftung Lásságámmi“) ist eine im Jahre 2004 gegründete Stiftung, deren Hauptaufgabe es ist, das Erbe des samischen Autors Nils-Aslak Valkeapää zu verwalten und zu fördern. Benannt wurde die Stiftung nach Valkeapääs ehemaligem Wohnhaus in Skibotn, Lásságámmi (nordsamisch für die Torfhütte auf dem schrägen Felsen), welches nach seinem Tod von der Stiftung, die sowohl von der Provinz Troms als auch vom norwegischen Kulturdepartementet finanziert wurde, gekauft wurde. Verwalter der Stiftung sind neben dem Samischen Parlament in Norwegen außerdem die Provinz Troms, die Kommune Storfjord sowie die Universität Tromsø.

## Aufgaben
Neben der Verwaltung von Nils-Aslak Valkeapääs Erbe ist die Stiftung außerdem für die Rechte an seinem Lebenswerk verantwortlich. Das Haus Valkeapääs wird jährlich ausgewählten Autoren und Personen, die von einem gesonderten Komitee ausgewählt werden, als Wohn- und Arbeitsplatz zur Verfügung gestellt. Die Stiftung hat zum Ziel, auf diese Weise das persönliche sowie künstlerische Schaffen der ausgewählten Personen zu fördern und weiterzuentwickeln. In den Zeiträumen, in denen keine Künstler in der Stiftung leben und arbeiten, steht das Haus zur Besichtigung zur Verfügung.
Seit 2016 wählt die Stiftung jeden Monat ein Gedicht von Nils-Aslak Valkeapää aus, welches als Gedicht des Monats auf der Webseite der Stiftung veröffentlicht wird, mit dem Ziel, das Werk des Autors in größerem Umfang bekannter zu machen. Hierbei handelt es sich in der Regel um Gedichte, deren Übersetzungen zuvor noch nicht veröffentlicht wurden.
Ein Ausschuss zur Verwaltung der Stiftung, bestehend aus sechs Mitgliedern, wird alle vier Jahre gewählt.